# Adam Alioui
Pour les articles homonymes, voir Alioui.
Adam Alioui (en arabe : آدم عليوي), né le 26 juillet 2009, est un footballeur Franco-marocain qui joue au poste d'arrière droit à l'Olympique lyonnais. Son père, Jamal Alioui à lui évolué au niveau professionnel et est actuellement coach adjoint de l’Olympique lyonnais.

## Biographie

### Carrière en club
Adam Alioui est le fils de l'international marocain Jamal Alioui,. Après avoir commencé le football au club de La Trinité Lyon 8ème-Arguenon, il est formé par l'Olympique lyonnais, où il s'illustre d'abord avec les équipes de jeunes,,, surclassé avec les moins de 17 ans de Mohamed Chacha dès 2023,.

### Carrière en sélection
Adam Alioui est avec les moins de 15 ans français en 2023, participant à un stage à Clairefontaine.
En mars 2025 Alioui est convoqué avec l'équipe du Maroc des moins de 17 ans pour participer à la Coupe d'Afrique des nations des moins de 17 ans qui a lieu en mars puis avril à domicile,,.
Remplaçant au poste d'arrière droit lors de la compétition, il joue comme titulaire lors des absences du capitaine Hamza Bouhadi,, alors que l'équipe du Maroc atteint la finale de la compétition après sa victoire aux tirs au but face à la Côte d'Ivoire (0-0 dans le temps réglementaire),,. Après un autre match nul et vierge (victoire 4-2 aux tirs au but) face au Mali, les marocains remportent le premier titre de leur histoire dans la compétition,.

## Palmarès

### En sélection
- Maroc -17 ans
  - Coupe d'Afrique des nations
    -  Vainqueur en 2025